# Kronika Alfonza III.
Kronika Alfonza III. (latinsko Chronica Adefonsi tertii regis) je kronika, sestavljena v zgodnjem 10. stoletju po naročilu leonskega kralja Alfonza III., da bi prikazala kontinuiteto med vizigotsko in kasnejšo krščansko srednjeveško Španijo. Zamišljena kot nadaljevanje Zgodovine Gotov Izidorja Seviljskega. Napisana je v  pozni latinščini in opisuje zgodovino obdobja od vizigotskega kralja Vambe (vladal 672–680) do kralja Ordoña I. Asturskega (vladal 850–866). Kronika obstaja v dveh nekoliko različnih različicah: zgodnejši Cronica Rotensis in kasnejši Cronica ad Sebastianum, ki vključuje dodatne podrobnosti, ki podpirajo ideološke cilje kronike.

## Sklic
1. ↑  Wreglesworth, John (1995). The Chronicle of Alfonso III and Its Significance for the Historiography of the Asturian Kingdom 718 - 910 AD (PhD). The University of Leeds. Pridobljeno 7. septembra 2019.